# Аччелерандо
Аччелера́ндо (итал. accelerando) — постепенное ускорение темпа музыкального произведения, особенно в его конце.
Противопоставляется ритардандо (итал. ritardando) — постепенному замедлению темпа исполнения музыкального произведения. Часто аччелерандо совмещается с крещендо. Почти в том же значении, как аччелерандо, применяется термин стриндженто (итал. stringento).
Пример аччелерандо — финал квартета Бетховена (в ля-минор) в op. 132.
По музыкальному термину назван научно-фантастический роман «Accelerando» Чарльза Стросса (2005).